# Apremont (Adelsgeschlecht)

Das Wappen der Herren von Apremont ist heute das der Gemeinde Apremont-la-Forêt.

Die Grafen von Apremont (auch: Aspremont, Aspermont) waren ein lothringisches Adelsgeschlecht, deren Stammschloss sich in Apremont-la-Forêt, Département Meuse, befand. Die im 13. Jahrhundert zu Grafen aufgestiegenen Herren von Apremont besaßen bis 1250 die Herrschaft Apremont. Bis heute beständig durch die deutsch/lateinische Bezeichnung Asprion.

## Geschichte
Die Herren von A(s)premont waren Vasallen der Bischöfe von Metz und Verdun. Im Laufe des 13. Jahrhunderts stiegen sie durch Heiraten und Belehnungen zu Grafen auf. Sie stellten einen Bischof von Metz und drei Bischöfe von Verdun. Gottfried II. war mit Lauretta, der Erbin Simons III. von Saarbrücken verheiratet. Mit Unterstützung seines Onkels, des Metzer Bischofs Johann, erbte er die Grafschaft Saarbrücken, die jedoch, da er keine Nachkommen hinterließ, an die Herren von Commercy fiel.
Ab etwa 1300 bildeten sich mehrere Familienzweige aus; die meisten erloschen früh, aber einige bestanden bis ins 17. Jahrhundert. Dazu zählten die früh erloschenen Herren von Vandy; die (illegitimen) Herren von Bretainville und Saint-Laurent; die 1550 erloschenen Fürsten von Ambise, Barone von Dun und Buzancy. Die (seit 1475) Herren von Sorcy und Rombise, Barone von Nanteuil erloschen 1693 mit Marie-Louise d'Apremont-Nantevil (1651/52–1693), in erster Ehe Gemahlin von Karl IV. von Lothringen, in zweiter Ehe von Heinrich Franz von Mansfeld.

## Herrschaft Apremont
Das Adelsgeschlecht Leiningen (Linie Leiningen-Dagsburg-Hardenburg) besaß im 16. Jahrhundert die Landvogtei Unterelsass und  erwarb 1466 unter anderem die Herrschaft Apremont in Lothringen. Somit entstand die neue Linie von Leiningen-Dagsburg-Hardenburg-Apremont, die in der Wormser Reichsmatrikel von 1521 erwähnt wird. Sie besaß ein zersplittertes Territorium zwischen der Pfalz, Westlothringen, Ostlothringen und dem Elsass.  Die Grafschaft von Apremont wurde aber bereits 1599 dem Herzogtum Lothringen einverleibt.

## Familienmitglieder
- Gobert VI. von Apremont (* um 1187, † 1263), Kreuzfahrer und Mönch
- Gottfried II. von Apremont (* um 1210; † 1250), Graf von Saarbrücken ⚭ Lauretta von Saarbrücken († nach 1270)
- Johann († 1238), Bischof von Verdun und Metz
- Johann von Apremont-Réchicourt († 1303), Bischof von Verdun
- Heinrich von Apremont († 1350), Bischof von Verdun